# Farberkennung

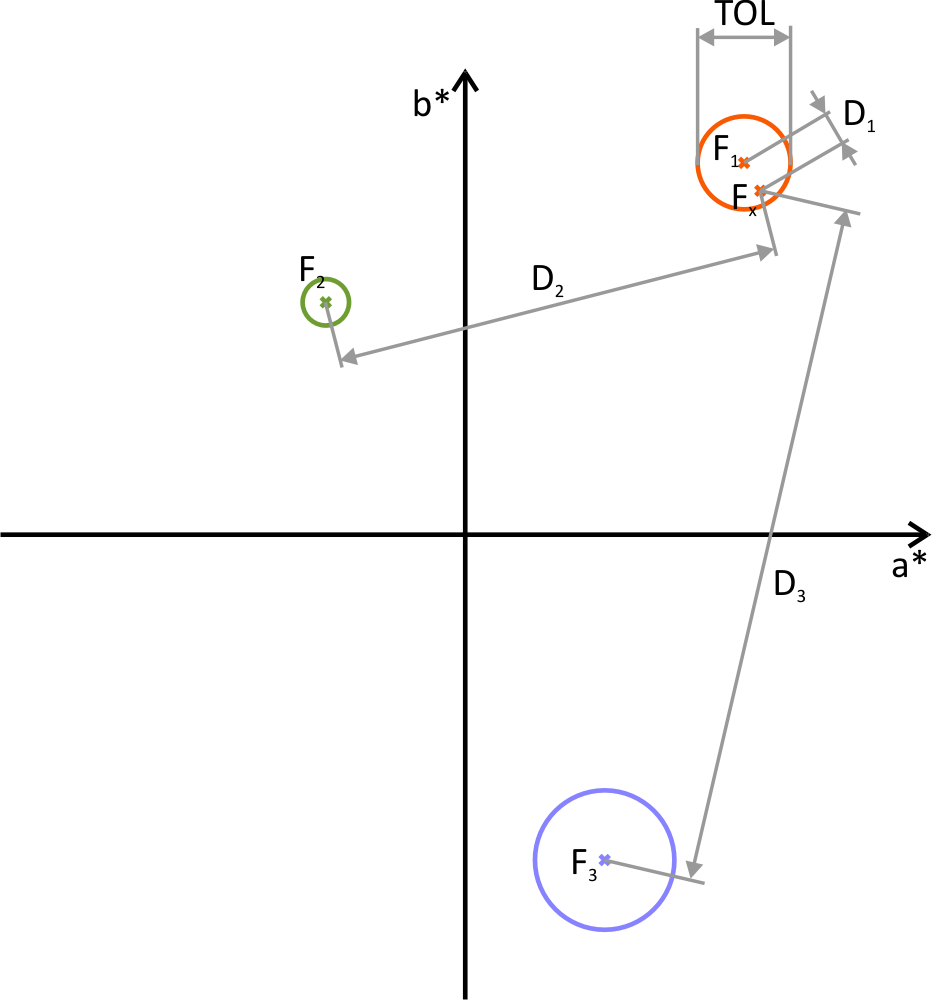
Prinzip der Farberkennung. Zur Vereinfachung ist der Farbenraum 2-dimensional dargestellt.

Unter Farberkennung (auch Farbdetektion) wird ein technischer Vorgang zur Identifizierung der farblichen Erscheinung eines beleuchteten Objektes (Körperfarbe) oder eines selbstleuchtenden Objektes (Lichtfarbe) verstanden. Im Gegensatz zur Farbmessung steht bei der Farberkennung nicht die Bestimmung von absoluten Farbmaßzahlen im Vordergrund. Vielmehr geht es um einen Farbvergleich. Der Vergleich erfolgt durch Berechnung des jeweiligen Farbabstandes des aktuellen Farbmesswertes zu einer Reihe im Gerät hinterlegter Farbmesswerte (Referenzfarbwerte). Die hinterlegte Farbe mit dem geringsten Farbabstand zum aktuellen Messwert, ist die erkannte Farbe. Die Methode kann um einen Toleranzwert erweitert werden. Liegt der aktuelle Messwert innerhalb der Toleranz, gilt die Farbe als erkannt.

Als Ergebnis der Farberkennung wird meist die Farbnummer oder Farbbezeichnung der im Gerät hinterlegten Farbe ausgegeben. Eine Farberkennung findet typischerweise bei Farbsensoren statt.